# Storbritanniens Grand Prix 1969
Storbritanniens Grand Prix 1969 var det sjätte av elva lopp ingående i formel 1-VM 1969.

## Resultat
1. Jackie Stewart, Tyrrell (Matra-Ford), 9 poäng
2. Jacky Ickx, Brabham-Ford, 6
3. Bruce McLaren, McLaren-Ford, 4
4. Jochen Rindt, Lotus-Ford, 3
5. Piers Courage, Williams (Brabham-Ford), 2
6. Vic Elford, Antique Automobiles/Colin Crabbe Racing (McLaren-Ford), 1
7. Graham Hill, Lotus-Ford
8. Jo Siffert, R R C Walker (Lotus-Ford)
9. Jean-Pierre Beltoise, Tyrrell (Matra-Ford)
10. John Miles, Lotus-Ford

### Förare som bröt loppet
- Pedro Rodríguez, Ferrari (varv 61, motor)
- Chris Amon, Ferrari (45, växellåda)
- Denny Hulme, McLaren-Ford (27, tändning)
- Jackie Oliver, BRM (19, transmission)
- Joakim Bonnier, Jo Bonnier (Lotus-Ford) (6, motor)
- Derek Bell, McLaren-Ford (5, upphängning)
- John Surtees, BRM (1, upphängning)

## VM-ställning
| Förarmästerskapet 1. Jackie Stewart, Tyrrell (Matra-Ford), 45 2. Bruce McLaren, McLaren-Ford, 17 3. Graham Hill, Lotus-Ford, 16 | Konstruktörsmästerskapet 1. Matra-Ford, 45 2. Lotus-Ford, 25 3. McLaren-Ford, 20 |